# Deutsche Frauen-Handballnationalmannschaft (Juniorinnen)
Die deutsche Frauen-Handballnationalmannschaft (Juniorinnen) ist die vom Deutschen Handballbund aufgestellte Nationalauswahl Deutschlands für Nachwuchsspielerinnen der Altersklasse Junioren.

## DefinitionJuniorinnenundJugend
Die Juniorenauswahl steht altersmäßig zwischen der Jugendauswahl und der A-Nationalmannschaft.
Da sich die Leistungsfähigkeit von Sportlern altersabhängig unterscheidet, wird eine Klasseneinteilung vorgenommen.
Unterhalb der Erwachsenenklasse Senioren werden die Sportlerinnen abhängig vom Geburtsjahr Altersklassen zugeteilt. Im deutschen Sprachraum wird dabei der Buchstabe U (steht für unter) vor das jeweilige Alter gesetzt. Die Junioren und Jugend genannten Sportlerinnen treten in den Altersklassen U 20 (unter 20 Jahren) und U 19 (unter 19 Jahren) an. Da für die Einteilung das Geburtsjahr ausschlaggebend ist, können die Sportlerinnen ihre Klassenzugehörigkeit während einer Saison beibehalten.
Beispiele: An den U-20-Wettbewerben im Jahr 2018 durften Spielerinnen der Geburtsjahrgänge 1997 und 1998 teilnehmen. An den U-19-Wettbewerben des Jahres 2018 durften Spielerinnen der Geburtsjahrgänge 1999 und 2000 teilnehmen.
Da die Altersklassen jeweils nur zwei Jahre behalten werden, ist die Fluktuation weit größer als bei den Erwachsenenauswahlen.

## Wettbewerbe

### Weltmeisterschaft der Juniorinnen (U 20)
Die U-20-Weltmeisterschaften werden seit 1977 grundsätzlich alle zwei Jahre ausgetragen. Bis 1989 traten die Teams der BRD und DDR getrennt an.
| Jahr | Ort            | Teams                                             | Platz                                             | Mannschaft | Trainer                                           | Anmerkungen                                                                           |
| ---- | -------------- | ------------------------------------------------- | ------------------------------------------------- | --- | ------------------------------------------------- | ------------------------------------------------------------------------------------- |
| 1977 | Rumänien       | 14                                                | 04. (DDR) 11. (BRD)                               | ? | ?                                                 | –                                                                                     |
| 1979 | Jugoslawien    | 13                                                | 02. (DDR) 09. (BRD)                               | ? | ?                                                 | –                                                                                     |
| 1981 | Kanada         | 11                                                | 03. (BRD)                                         | ? | ?                                                 | –                                                                                     |
| 1983 | Frankreich     | 16                                                | 02. (DDR) 12. (BRD)                               | ? | ?                                                 | –                                                                                     |
| 1985 | Sowjetunion    | 15                                                | 04. (DDR) 09. (BRD)                               | ? | ?                                                 | –                                                                                     |
| 1987 | Sowjetunion    | 15                                                | 03. (DDR) 12. (BRD)                               | ? | ?                                                 | –                                                                                     |
| 1989 | Sowjetunion    | 15                                                | 11. (BRD)                                         | ? | ?                                                 | –                                                                                     |
| 1991 | Frankreich     | 17                                                | 06.                                               | ? | ?                                                 | –                                                                                     |
| 1993 | Bulgarien      | 16                                                | 10.                                               | ? | ?                                                 | –                                                                                     |
| 1995 | Brasilien      | 20                                                | 07.                                               | ? | ?                                                 | –                                                                                     |
| 1997 | Elfenbeinküste | 17                                                | nicht teilgenommen                                | nicht teilgenommen | nicht teilgenommen                                | nicht teilgenommen                                                                    |
| 1999 | China          | 20                                                | nicht teilgenommen                                | nicht teilgenommen | nicht teilgenommen                                | nicht teilgenommen                                                                    |
| 2001 | Ungarn         | 20                                                | 03.                                               | ? | ?                                                 | –                                                                                     |
| 2003 | Mazedonien     | 20                                                | 05.                                               | Katja Schülke, Clara Woltering, Maike März, Dana Grundmann, Anne Ulbricht, Anja Neumann, Katharina Schulz, Isabell Nagel, Joana Kern, Nora Reiche, Mandy Hering, Franziska Garcia-Almendaris, Ulrike Stange, Katja Langkeit, Sabrina Neuendorf, Ulrike Jahn, Annika Schmid    | Stephan Brune                                     | Clara Woltering wurde in das All-Star-Team gewählt.                                   |
| 2005 | Tschechien     | 20                                                | nicht teilgenommen                                | nicht teilgenommen | nicht teilgenommen                                | nicht teilgenommen                                                                    |
| 2008 | Mazedonien     | 20                                                | 01.                                               | Anna Monz, Marlene Zapf, Nadja Nadgornaja, Susann Müller, Antje Lauenroth, Franziska Mietzner, Lone Fischer, Evelyn Schulz, Melanie Herrmann, Kira Eickhoff, Julia Wenzl, Antje Lenz, Elisabeth Garcia-Almendaris, Friederike Gubernatis, Kim Neidzinavicius, Janine Urbannek | Dirk Leun                                         | Elisabeth Garcia-Almendaris und Nadja Nadgornaja wurden in das All-Star-Team gewählt. |
| 2010 | Südkorea       | 24                                                | 07.                                               | Laura Glaser, Marlene Zapf, Luisa Schulze, Pia Hildebrand, Franziska Müller, Ina Großmann, Maike Schirmer, Penda Bönighausen, Lisa Preis, Nele Kurzke, Caroline Schmele, Aline Fischer, Kim Naidzinavicius, Jessica Kockler, Julia Wenzl, Anika Leppert                       | Andreas Schwabe                                   | –                                                                                     |
| 2012 | Tschechien     | 24                                                | nicht teilgenommen                                | nicht teilgenommen | nicht teilgenommen                                | nicht teilgenommen                                                                    |
| 2014 | Kroatien       | 24                                                | 04.                                               | Saskia Rast, Anna Seidel, Katharina Beddies, Saskia Putzke, Lea Wahle, Isabel Tissekker, Marieke Blase, Xenia Smits, Dinah Eckerle, Maren Weigel, Sina Namat, Louisa Wolf, Nicole Roth, Jennifer Rode, Cara Hartstock, Johanna Heldmann                                       | Thorsten Schmid                                   | Dinah Eckerle wurde in das All-Star-Team gewählt.                                     |
| 2016 | Russland       | 24                                                | 04.                                               | Madita Kohorst, Annika Ingenpaß, Amelie Berger, Alina Grijseels, Kathrin Pichlmeier, Alicia Burgert, Ramona Ruthenbeck, Nele Reimer, Lisa Wieder, Aylin Bok, Pia Adams, Vanessa Fehr, Alicia Stolle, Jenny Behrend, Lynn Schneider, Paula Prior                               | Marielle Bohm                                     | Annika Ingenpaß wurde in das All-Star-Team gewählt.                                   |
| 2018 | Ungarn         | 23                                                | 13.                                               | Selina Kalmbach, Amelie Berger, Louisa de Bellis, Nina Fischer, Jennifer Souza, Mia Zschoke, Sarah Wachter, Alicia Soffel, Lea Rüther, Isabell Dölle, Julia Redder, Annika Lott, Lisa Antl, Nele Franz, Lena Degenhardt, Julia Maidhof                                        | Marielle Bohm                                     | –                                                                                     |
| 2020 | Rumänien       | Das Turnier fiel wegen der COVID-19-Pandemie aus. | Das Turnier fiel wegen der COVID-19-Pandemie aus. | Das Turnier fiel wegen der COVID-19-Pandemie aus. | Das Turnier fiel wegen der COVID-19-Pandemie aus. | Das Turnier fiel wegen der COVID-19-Pandemie aus.                                     |
| 2022 | Slowenien      | 32                                                | 07.                                               | Marie Pfleiderer, Lucy Joergens, Lara Seidel, Emma Hertha, Mia Ziercke, Lotta Heider, Judith Tietjen, Alexandra Humpert, Nina Engel, Emma Ruwe, Leni Ruwe, Annabell Krüger, Anika Hampel, Jonna Schaube, Lotta Gerstweiler, Sophie Weyers, Tyra Bessert                       | Andre Fuhr                                        | –                                                                                     |
| 2024 | Nordmazedonien | 32                                                | 09.                                               | Gianina Bianco, Julika Birnkammer, Lara Däuble, Matilda Ehlert, Lisa Fuchs, Alina Gaubatz, Nieke Kühne, Zoe Lorisch, Ida Petzold, Ariane Pfundstein, Magdalena Probst, Leni Ruwe, Lotta Röpcke, Sabrina Tröster, Lea Watzl, Marie Weiss                                       | Christopher Nordmeyer                             |                                                                                       |

### Europameisterschaft der Juniorinnen (U 19)
Die U-19-Europameisterschaften werden seit 1996 grundsätzlich alle zwei Jahre ausgetragen.
| Jahr | Ort         | Teams | Platz              | Mannschaft | Trainer               | Anmerkungen                                                      |
| ---- | ----------- | ----- | ------------------ | --- | --------------------- | ---------------------------------------------------------------- |
| 1996 | Polen       | 12    | 10.                | ? | ?                     | –                                                                |
| 1998 | Slowakei    | 12    | nicht teilgenommen | nicht teilgenommen | nicht teilgenommen    | nicht teilgenommen                                               |
| 2000 | Frankreich  | 12    | 07.                | Ilka Arndt, Turid Arndt, Sabine Englert, K. Krieger, Kerstin Reckenthäler, L. Lempke, J. Franke, Nadine Hardter, C. Kolb, Marielle Böhm, Anja Althaus, Nadine Krause, Ania Rosler, Maren Baumbach                                                                            | ?                     | –                                                                |
| 2002 | Finnland    | 12    | 11.                | Katja Schülke, Stefanie Kreft, Maike März, Viktoria Marquardt, Dana Grundmann, Anne Ulbricht, Anja Neumann, Anne Müller, Svenja Keemss, Nora Reiche, Mandy Hering, M. Bruckmann, Annika Schmid, Franziska Garcia-Almendaris, Julia Högl, K. Schulz                           | Stephan Brunne        | –                                                                |
| 2004 | Tschechien  | 16    | 07.                | Jana Krause, Natalie Hagel, Jessica Schulz, S. Moller, Annika Hermenau, Gesine Paulus, Laura Steinbach, Angie Geschke, Maike Daniels, Julia Harms, Isabelle Glauner, Jenny Karolius, Kim Birke, J. Schulz, Claudia Schückler, Svenja Huber                                   | Stephan Brunne        | –                                                                |
| 2007 | Türkei      | 16    | 09.                | Marlene Zapf, Franziska Mietzner, Susann Müller, Antje Lauenroth, Lone Fischer, Barbara Hetmanek, Maria Bohle, Melanie Herrmann, Kira Eickhoff, Julia Wenzl, Laura Glaser, Elisabeth Garcia-Almendaris, Frederike Gubernatis, Janine Urbanek                                 | Dirk Leun             | –                                                                |
| 2009 | Ungarn      | 16    | 04.                | Marlene Zapf, Luisa Schulze, Franziska Müller, Loraine Hellriegel, Sophia Eisenkolb, Penda Bönighausen, Lisa-Marie Preis, Nele Kurzke, Aline Fischer, Kim Naidzinavicius, Laura Glaser, Julia Wenzl, Anika Leppert, Annika Busch, Caroline Thomas                            | Rainer Osmann         | –                                                                |
| 2011 | Niederlande | 16    | 11.                | Melanie Veith, Franziska Haupt, Anne Hubinger, Elisa Möschter, Jacqueline Hummel, Marlene Windisch, Alexandra Mazzucco, Stefanie Hummel, Meike Schmelzer, Caroline Müller, Ann-Cathrin Giegerich, Julia Behnke, Anne Voigt, Helena Hertlein, Ewgenija Minevskaja, Kaya Diehl | Andreas Schwabe       | –                                                                |
| 2013 | Dänemark    | 16    | 10.                | Kira Schnack, Carina Edlbauer, Denise Großheim, Lisa-Marie Ostwald, Carmen Moser, Lea Kim Wahle, Isabell Tissekker, Jennifer Rode, Dinah Eckerle, Maren Weigel, Tina Wagenlader, Louisa Wolf, Nicole Roth, Michelle Urbicht, Cara Hartstock, Ann-Kathrin Kamann              | Frank Hamann          | –                                                                |
| 2015 | Spanien     | 16    | 05.                | Madita Kohorst, Nele Reimer, Sarah Irmler, Jenny Behrend, Alina Grijseels, Joanna Rode, Lisa Wieder, Kaja Ziegenbein, Paula Prior, Emily Bölk, Ramona Ruthenbeck, Elisa Burkholder, Kathrin Pichlmeier, Jessica Jochims, Annika Ingenpaß, Lisa Friedberger                   | Marielle Bohm         | Emily Bölk wurde in das All-Star-Team gewählt.                   |
| 2017 | Slowenien   | 16    | 04.                | Selina Kalmbach, Amelie Berger, Louisa de Bellis, Nina Fischer, Elisa Stuttfeld, Mia Zschoke, Sarah Wachter, Amelie Bayerl, Alicia Soffel, Lea Rühter, Isabelle Dölle, Franziska Peter, Annika Lott, Katharina Filter, Lena Degenhardt, Julia Maidhof                        | Marielle Bohm         | –                                                                |
| 2019 | Ungarn      | 16    | 09.                | Pauline Uhlmann, Lena Hausherr, Luisa Scherer, Leonie Kockel, Lisa Antl, Maxi Mühlner, Laetitia Quist, Laura Waldenmaier, Mareike Thomaier, Ndidi Agwunedu, Mariel Wulf, Paulina Golla, Lilli Holste, Hannah Kriese, Dana Bleckmann, Lena Schmid                             | Marielle Bohm         | –                                                                |
| 2021 | Slowenien   | 16    | 08.                | Lana Teiken, Lara Seidel, Maj Nielsen, Mailee Winterberg, Daria Rassau, Nina Engel, Annika Hampel, Lucy Gündel, Rena Keller, Kimberly Gisa, Hanna Ferber-Rahnhöfer, Annabel Krüger, Emma Hertha, Antonia Pieszkalla, Leonie Dreizler                                         | Andre Fuhr            | –                                                                |
| 2023 | Rumänien    | 16    | 11.                | Nora Kothen, Marie Weiss, Lisa Fuchs, Magdalena Probst, Nieke Kühne, Matilda Ehlert, Lara Däuble, Lotta Röpcke, Pia Terfloth, Amelie Gabriel, Merle Albers, Leni Ruwe, Ariane Pfundstein, Alina Gaubatz, Tabea Wipper, Ida Petzold                                           | Christopher Nordmeyer | –                                                                |
| 2025 | Montenegro  | 24    | 1.                 | Lena Lindemann, Lilly Janßen, Merle-Sophie Muth, Aylin Bornhardt, Laura Klocke, Jana Walther, Elies Mertens, Lara Däuble, Marleen Kern, Aida Mittag, Hannah Gutzeit, Ruslana Litvinov, Marlene Tucholke, Emma Niemann, Lara Müller, Chiara Rohr, Lilly Glimm                 | Christopher Nordmeyer | Chiara Rohr und Lara Däuble wurden in das All-Star-Team gewählt. |